# Département de Rancul
Le département de Rancul est une des 22 subdivisions de la province de La Pampa, en Argentine. Son chef-lieu est la ville de Parera.
Le département a une superficie de 4 933 km2. Sa population était de 10 648 habitants au recensement de 2001 (source : INDEC).

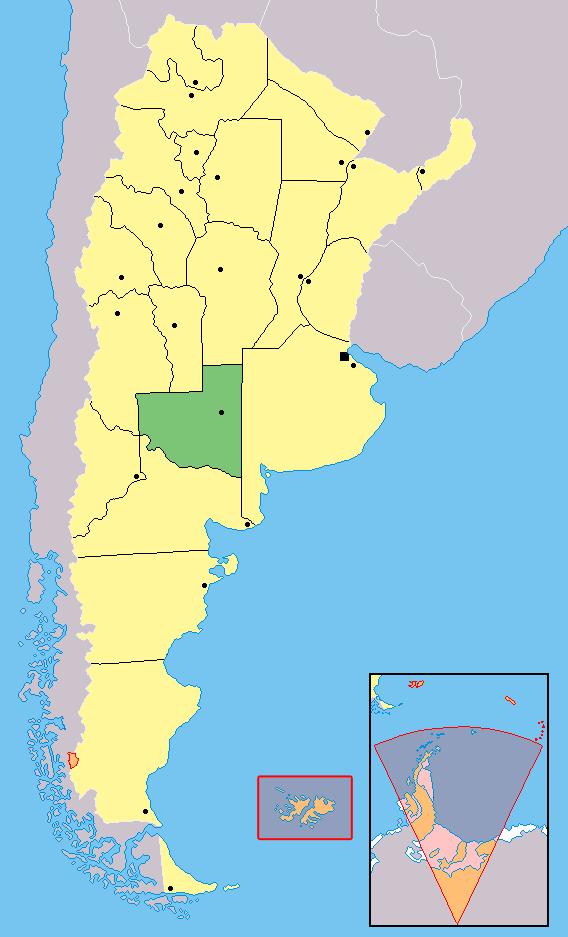
Localisation de la province de La Pampa en Argentine.

## Villes et localités
- Caleufú
- Ingeniero Foster
- La Maruja
- Parera, chef-lieu
- Pichi Huinca
- Quetrequén
- Rancul